# Madam & Eve
Madam & Eve is de naam van een Zuid-Afrikaanse stripreeks geschreven door S. Francis, H. Dugmore & Rico. Hij verschijnt dagelijks in de krant.

## Inhoud
De hoofdpersonen zijn Gwen de blanke 'Madam' en haar meid, Eve Sisulu. Andere belangrijke personen zijn Eves dochtertje, Gwens moeder uit Engeland en de mielievrouw. Soms komen ook de tokoloshe's op bezoek of een paar inbrekers of andere tsotsi.
De moeizame verhouding tussen menige blanke huisvrouw en haar zwarte huisbediende is een bron van eindeloze satire, maar de strip schroomt niet de politiek van allerlei komaf flink op de hak te nemen en zet de soms waanzinnige kanten van de Zuid-Afrikaanse samenleving genadeloos te kijk.
De serie was razend populair vooral in de spannende dagen gedurende de afschaffing van de apartheid en was een van de weinige punten van gemeenschappelijkheid in een anderszins bijzonder verscheurd en uiterst gespannen land. Hij deed mensen eens flink om zichzelf en elkaar lachen en dat kon het land heel hard gebruiken.
Deze strip heeft zonder meer een stuk geschiedenis geschreven, zowel in de zin van de dagelijkse gang van zaken (van zijn belachelijke kant) maar ook in de zin dat ermee een uitlaatklep gegeven werd aan velen die dat nodig hadden.

## Albums
Er zijn een aantal compilaties verschenen:
- The Madam & Eve collection (1993, herdrukt 1999)
- Free at Last (Penguin 1994)
- All aboard for the gravy train (Penguin 1995)
- Somewhere over the rainbow nation (Penguin 1997)
- Madams are from Mars, Maids are from Venus (Penguin 1997)
- International Maid of Mystery (David Philip Publ. 1999)

In de Deense versie is de strip verschenen als:
- Jamen sort kaffe er pa nu, Madam
- Jeg giver Mandela Skylden for det her
- Alt under kontrol i Sydafrika!